# 갑문

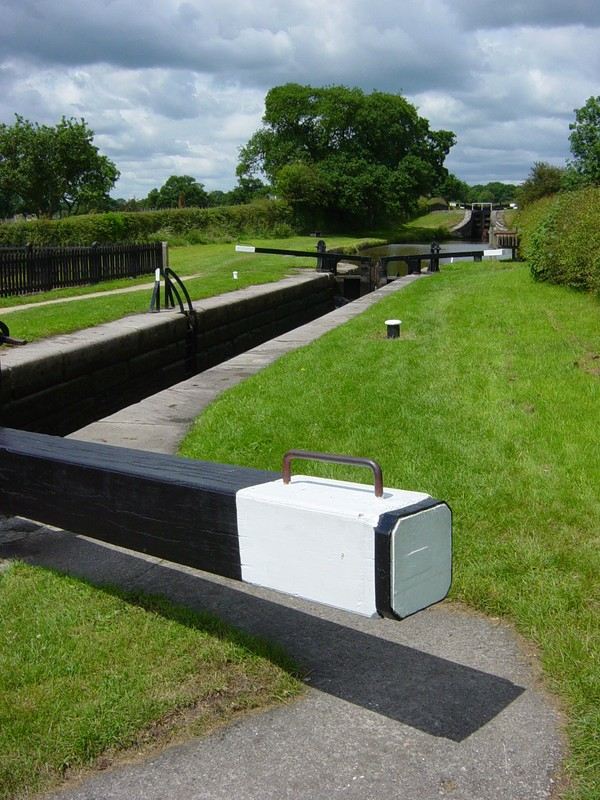
잉글랜드의 갑문

갑문(閘門, 영어: lock)은 조석 고저(간만)의 차이가 심한 항만이나 하천, 운하 등의 수로를 가로지르는 댐, 또는 둑이나 독(dock) 등에서 선박을 통과시키기 위하여 수위의 고저를 조절하는 수문이다.

## 개요
갑문은 계단상(階段狀)으로 물줄기를 막아 물이 괴게 하면서 수위를 조절하는 장치이다. 또 수위의 차가 심한 곳에서는, 배를 태운 채로 엘리베이터로 승강하는 구조를 가진 곳도 있다. 홍해(紅海)와 지중해를 연결하고 있는 수에즈 운하는 두 바다의 수위의 차가 거의 없기 때문에 갑문이 없는 수평운하로 되어 있다.

## 같이 보기
- 운하
- 수도 (지리)
- 수문 (토목)
- 암스테르담 운하
- 물레방아
- 수리학
- 수자원